# Alentisque

Umístění obce v provincii Soria

Alentisque je španělské město v provincii Soria v autonomním společenství Kastilie a León. Katastrální území obce se rozkládá na ploše 34,97 km².
Jedná se o obec, která postupně přichází o své obyvatelstvo. Zatímco v roce 1940 žilo v obci 372 obyvatel, tak v roce 2001 jich bylo již jen 43 a v roce 2010 pak pouhých 32 obyvatel (z čehož bylo 17 mužů a 15 žen).